# Episodi di Room 104 (quarta stagione)
La quarta e ultima stagione della serie televisiva Room 104, composta da 12 episodi, è stata trasmessa in prima visione assoluta negli Stati Uniti d'America sul canale HBO dal 24 luglio al 9 ottobre 2020.
In Italia la stagione è stata trasmessa su Sky Atlantic, canale a pagamento della piattaforma satellitare Sky, dal 20 al 27 ottobre 2020.
| nº | Titolo originale     | Titolo italiano            | Prima TV USA      | Prima TV Italia |
| -- | -------------------- | -------------------------- | ----------------- | --------------- |
| 1  | The Murderer         | L'assassino                | 24 luglio 2020    | 20 ottobre 2020 |
| 2  | Star Time            | Star Time                  | 31 luglio 2020    | 20 ottobre 2020 |
| 3  | Avalanche            | Valanga                    | 7 agosto 2020     | 20 ottobre 2020 |
| 4  | Bangs                | La forbice                 | 14 agosto 2020    | 20 ottobre 2020 |
| 5  | Oh, Harry!           | Oh, Harry!                 | 21 agosto 2020    | 20 ottobre 2020 |
| 6  | The Hikers           | L'escursione               | 28 agosto 2020    | 20 ottobre 2020 |
| 7  | Foam Party           | Schiuma party              | 4 settembre 2020  | 27 ottobre 2020 |
| 8  | No Dice              | Decidono i dadi            | 11 settembre 2020 | 27 ottobre 2020 |
| 9  | The Last Man         | L'ultimo uomo              | 18 settembre 2020 | 27 ottobre 2020 |
| 10 | The Night Babby Died | La notte in cui Babby morì | 25 settembre 2020 | 27 ottobre 2020 |
| 11 | Fur                  | Pelliccia                  | 2 ottobre 2020    | 27 ottobre 2020 |
| 12 | Generations          | Generazioni                | 9 ottobre 2020    | 27 ottobre 2020 |

## L'assassino
- Titolo originale: The Murderer
- Diretto da: Mark Duplass
- Scritto da: Mark Duplass

### Trama
Un ragazzo sta aspettando quattro amici (tre ragazzi e una ragazza), quando arrivano gli spiega perché li ha fatti venire in questa stanza del motel. Il ragazzo ha riconosciuto un musicista eccentrico che è scomparso da diverso tempo e che ha accettato di esibirsi per lui e solo altre quattro persone. I cinque sono entusiasti. Il musicista arriva e prima di iniziare a esibirsi ritira i cellulari per evitare di essere filmato e che poi possa essere diffusa la sua performace. Tutto sembra filare liscio fino a quando, dopo una breve pausa, il cantante interpreta una nuova canzone ma si accorge che un ragazzo lo sta filmando. Smette di suonare e si chiude in bagno dove viene seguito da un'amica ma, a causa dell'alcol rivela che le sue canzoni sono tratte da storie vere e che lui stesso ha ucciso sua madre. In questo momento la ragazza lo conforta e il musicista le suona l'ultima delle sue canzoni ben riuscite. Quando escono il musicista decide di suonare altre due canzoni mentre la ragazza cerca di far capire che è meglio andare. Al termine il musicista rivela a tutti di aver ucciso la madre.
- Ascolti USA: telespettatori 91 000[5]

## Star Time
- Titolo originale: Star Time
- Diretto da: Karan Soni
- Scritto da: Mark Duplass

### Trama
Una donna è all'interno della stanza quando viene punta da una zanzare e immediatamente compare un criceto gigante alla sua sinistra, da questo momento ripercorre alcuni eventi passati che hanno segnato una lunga storia di tossicodipendenza, partendo da quando era bambina a causa di medicinali. Una serie di eventi che deve affrontare e da cui deve imparare. Il tempo è critico e quella che era una zanzara in realtà è una siringa e, incoraggiata dal criceto, deve scegliere se iniettare il resto della droga o se rimuovere la siringa e salvare la propria vita
- Ascolti USA: telespettatori 165 000[6]

## Valanga
- Titolo originale: Avalanche
- Diretto da: Ross Partridge
- Scritto da: Mark Duplass

### Trama
Una terapista cerca di aiutare il suo paziente, un lottatore professionista in pensione, a ricordare i particolari degli eventi traumatici del suo passato. Per farlo utilizza un modello in scala della stanza 104 e delle bambole, quando viene aggiunta quella relativa a un suo rivale sul ring, il wrestler racconta di aver perso un match valido per il titolo. La terapista gli fa ascolare come aveva descritto lo stesso match in un loro incontro precedente e il wrestler diventa confuso, essendo il contrario rispetto a quello che ha descritto ora. La terapista decide di proseguire rimuovendo la bambola del lottare e inserendo quella di un bambino, vestito in maniera strana e il wrestler lo descrive inizialmente come "nerd" e poi si chiede perché "dovrebbe essere in una stanza di un motel senza genitori". Poi si ricorda di averlo incontrato e di avergli firmato un autografo, e aver provato su di lui la prima parte di una mossa di wrestling pericolosa ma, a causa di un malore, ha gettato il ragazzo a terra ferendolo. Successivamente ricorda di una rissa scoppiata in un bar a causa di un medico. Poco dopo collega quel medico a suo padre e al tempo che trascorrevano nella stanza 104.
- Guest star: Dave Bautista
- Ascolti USA: telespettatori 183 000[7]

## La forbice
- Titolo originale: Bangs
- Diretto da: Jenée LaMarque
- Scritto da: Jenée LaMarque e Lauren Parks

### Trama
Eva e la sua amica decidono di festeggiare il divorzio. Il primo cambiamento... un nuovo taglio di capelli. Dopo il primo taglio, Eva intuisce che c'è qualcosa di strano, il suo vestito si è allargato e allungato ma la sua amica non sembra essersene resa conto. Quando viene lasciata solo capisce che le forbici hanno un potere inaspettato, a ogni taglio fatto si manifesta un cambiamento... il vestito torna attillato come all'inizio, poi compare Walker, che la aveva corteggiata ai tempi della scuola, ma viene nuovamente respinto. All'ennesimo taglio si trova ad affrontare Derek, suo marito, e iniziano a litigare su tutti i problemi che li hanno portati al divorzio. Quando Derek svanisce e rientra nella stanza la sua amica, Eva, con il suo aiuto, inizia ad affrontare il suo desiderio di stabilità nella vita.
- Ascolti USA: telespettatori 231 000[8]

## Oh, Harry!
- Titolo originale: Oh, Harry!
- Diretto da: Mel Eslyn
- Scritto da: Mel Eslyn

### Trama
L'episodio si svolge interamente come in una sitcom degli anni '90. Una famiglia, composta da padre, madre e tre bambini, si sono trasferiti nella stanza perché la loro casa è in ristrutturazione. La convivenza non è facile e peggiora quando il padre si dimentica del compleanno della moglie, mentre i tre bambini avevano già preparato un pensiero. I quattro si alleano per preparare la miglior festa possibile ma, quando il padre sviene dopo un colpo alla testa e si riprende, non riconosce più né le persone che gli stanno attorno né il posto dove si trova. Quando alcune battute si ripetono, Harry si nasconde in bagno trovando una copia del copione, grazie al quale cerca di far proseguire la storia della sitcom, con qualche problema.
- Ascolti USA: telespettatori 228 000[9]

## L'escursione
- Titolo originale: The Hikers
- Diretto da: Lauren Budd
- Scritto da: Lauren Budd

### Trama
Megan e Casey si prendono una pausa dopo il primo giorno di escursione in campagna di tre mesi. Megan ha un piede malconcio così Casey decide che deve rilassarsi nella vasca da bagno con dei sali minerali tonificanti che conservava per l'ultimo giorno di escursione. Le due iniziano una discussione a causa della vescica di Megan che potrebbe rovinare l'avventura pianificata, Megan inizia a sospettare che il sassolino che le ha causato la vescica sia stato messo nel suo scarpone da Casey perché ha trovato una busta nel suo zaino, questo porta a una frattura nella loro amicizia che cercano di ricucire.
- Ascolti USA: telespettatori 292 000[10]

## Schiuma party
- Titolo originale: Foam Party
- Diretto da: Natalie Morales
- Scritto da: Bryan Poyser

### Trama
A metà degli anni '90, Jack organizza uno schiuma party nella stanza 104 per impressionare i suoi nuovi coinquilini. Le cose iniziano ad andare male dopo che la schiuma si rivela avere qualità bizzarre e impreviste.
- Ascolti USA: telespettatori 152 000[11]

## Decidono i dadi
- Titolo originale: No Dice
- Diretto da: Patrick Brice
- Scritto da: Julian Wass

### Trama
Un arrogante presentatore di game show ottiene più di quanto si aspettava durante un incontro combinato con il suo autoproclamato più grande fan.
- Ascolti USA: telespettatori 274 000[12]

## L'ultimo uomo
- Titolo originale: The Last Man
- Diretto da: Julian Wass
- Scritto da: Mark Duplass

### Trama
Raccontata come un musical, una coppia di guerrieri viaggiano nel tempo per ricostruire una battaglia finale rivelatrice.
- Ascolti USA: telespettatori 161 000[13]

## La notte in cui Babby morì
- Titolo originale: The Night Babby Died
- Diretto da: Jenée LaMarque
- Scritto da: Jenée LaMarque e Julian Wass

### Trama
Un uomo tenta di usare un vecchio videogioco per far rivivere la sua relazione con un'amica d'infanzia, ma i due devono confrontarsi con alcune scomode verità.
- Ascolti USA: telespettatori 224 000[14]

## Pelliccia
- Titolo originale: Fur
- Diretto da: Mel Eslyn
- Scritto da: Mel Eslyn

### Trama
Presentato come cartone animato, due adolescenti nel 1987 devono usare le capacità a loro disposizione per difendersi da un liceale indisciplinato che hanno invitato nella loro stanza d'albergo.
- Ascolti USA: telespettatori 99 000[15]

## Generazioni
- Titolo originale: Generations
- Diretto da: Sydney Fleischmann
- Scritto da: Julian Wass

### Trama
Dopo decenni di dolorose esperienze a bordo di un'astronave nell'ambito di una missione che dura da una vita, un uomo si prepara a malincuore a una cerimonia commemorativa.
- Ascolti USA: telespettatori 168 000[16]